# Diocesi di Zárate-Campana

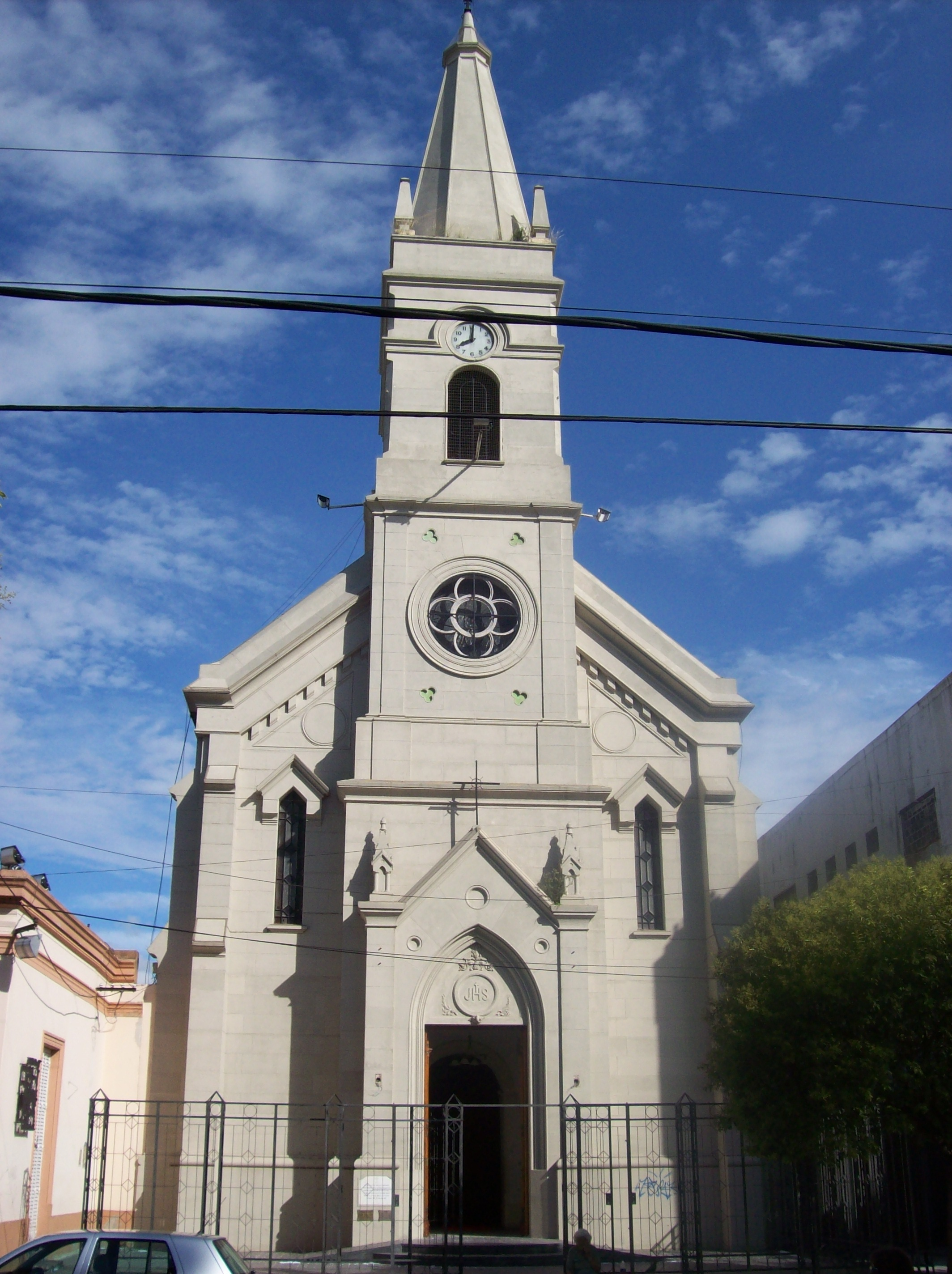
La concattedrale della Natività del Signore a Belén de Escobar

La diocesi di Zárate-Campana (in latino Dioecesis Zaratensis-Campanensis) è una sede della Chiesa cattolica in Argentina suffraganea dell'arcidiocesi di Mercedes-Luján. Nel 2022 contava 787.181 battezzati su 997.901 abitanti. È retta dal vescovo Pedro María Laxague.

## Territorio
La diocesi comprende 7 distretti della provincia di Buenos Aires: Baradero, Campana, Escobar, Exaltación de la Cruz, Pilar, San Antonio de Areco e Zárate.
Sede vescovile è la città di Campana, dove si trova la cattedrale di Santa Fiorentina. A Belén de Escobar sorge la concattedrale della Natività del Signore.
Il territorio si estende su 5.924 km² ed è suddiviso in 37 parrocchie.

## Storia
La diocesi è stata eretta il 27 marzo 1976 con la bolla Qui divino Concilio di papa Paolo VI, ricavandone il territorio dalle diocesi di San Isidro e di San Nicolás de los Arroyos.
Il 12 aprile 2008 la chiesa della Natività del Signore di Belén de Escobar è stata elevata al rango di concattedrale.
Originariamente suffraganea dell'arcidiocesi di La Plata, il 4 ottobre 2019 è entrata a far parte della provincia ecclesiastica dell'arcidiocesi di Mercedes-Luján.

## Cronotassi dei vescovi
Si omettono i periodi di sede vacante non superiori ai 2 anni o non storicamente accertati.
- Alfredo Mario Espósito Castro, C.M.F. † (21 aprile 1976 - 18 dicembre 1991 dimesso)
- Rafael Eleuterio Rey † (18 dicembre 1991 - 3 febbraio 2006 dimesso)
- Oscar Domingo Sarlinga (3 febbraio 2006 - 3 novembre 2015 dimesso)
- Pedro María Laxague, dal 3 novembre 2015

## Statistiche
La diocesi nel 2022 su una popolazione di 997.901 persone contava 787.181 battezzati, corrispondenti al 78,9% del totale.
| anno | popolazione | popolazione | popolazione | presbiteri | presbiteri | presbiteri | presbiteri                | diaconi | religiosi | religiosi | parrocchie |
| anno | battezzati  | totale      | %           | numero     | secolari   | regolari   | battezzati per presbitero | diaconi | uomini    | donne     | parrocchie |
| ---- | ----------- | ----------- | ----------- | ---------- | ---------- | ---------- | ------------------------- | ------- | --------- | --------- | ---------- |
| 1980 | 282.000     | 314.000     | 89,8        | 37         | 15         | 22         | 7.621                     |         | 30        | 54        | 22         |
| 1990 | 460.000     | 517.000     | 89,0        | 37         | 22         | 15         | 12.432                    |         | 28        | 94        | 21         |
| 1999 | 400.000     | 486.478     | 82,2        | 57         | 36         | 21         | 7.017                     | 1       | 34        | 121       | 24         |
| 2000 | 400.000     | 486.478     | 82,2        | 64         | 43         | 21         | 6.250                     | 1       | 34        | 119       | 24         |
| 2001 | 400.000     | 486.478     | 82,2        | 56         | 35         | 21         | 7.142                     | 1       | 34        | 121       | 24         |
| 2002 | 400.000     | 486.478     | 82,2        | 58         | 37         | 21         | 6.896                     | 1       | 34        | 121       | 25         |
| 2003 | 600.000     | 660.500     | 90,8        | 58         | 37         | 21         | 10.344                    | 2       | 33        | 121       | 25         |
| 2004 | 600.000     | 660.500     | 90,8        | 58         | 37         | 21         | 10.344                    | 2       | 33        | 121       | 26         |
| 2010 | 636.000     | 700.000     | 90,9        | 87         | 57         | 30         | 7.310                     | 10      | 99        | 108       | 32         |
| 2014 | 660.000     | 728.000     | 90,7        | 88         | 53         | 35         | 7.500                     | 13      | 88        | 90        | 33         |
| 2017 | 750.000     | 950.000     | 78,9        | 81         | 53         | 28         | 9.259                     | 15      | 80        | 95        | 37         |
| 2020 | 773.200     | 979.400     | 78,9        | 69         | 46         | 23         | 11.206                    | 19      | 55        | 93        | 37         |
| 2022 | 787.181     | 997.901     | 78,9        | 73         | 48         | 25         | 10.783                    | 23      | 40        | 69        | 37         |